# Pyrausta scurralis
Pyrausta scurralis là một loài bướm đêm trong họ Crambidae.